# Marcel Bleustein-Blanchet
Pour les articles homonymes, voir Bleustein et Blanchet.
Marcel Bleustein, couramment appelé Bleustein-Blanchet après avoir ajouté son pseudonyme de résistant Blanchet, est né le 21 août 1906 à Enghien-les-Bains et mort le 11 avril 1996 dans le 16e arrondissement de Paris. Il est un entrepreneur, publicitaire français connu pour être le fondateur du groupe Publicis, grand groupe de publicité.

## Biographie

### Débuts
Marcel Bleustein est né à Enghien-les-Bains, où ses parents possèdent une maison de campagne. Il est le dernier des neuf enfants d'Élise Gross et d'Abraham Bleustein, émigré russe vivant à Paris, négociant en meubles. Il fait partie d'une famille aisée de marchands de meubles très solidaires : son oncle Maurice Gross a fondé les Galeries Barbès, et trois de ses sœurs ont épousé les trois frères Levitan. 
« Élevé à Montmartre par des parents qui habitent au-dessus du magasin de meubles d'Adolphe Lévitan », Marcel est un élève dissipé à l'école. Il est inscrit aux cours particuliers de l'avenue de Ségur, qui ne l'intéressent guère plus. Il quitte l'école sans regret. Autodidacte, il suit d'abord, à l'âge de quatorze ans, les pas de son père en tant que simple vendeur de mobilier au 49 boulevard Barbès, tout en étant influencé par sa mère, qui est investie dans plusieurs associations caritatives. Il apprend l'art de la vente dans les magasins que tiennent ses beaux-frères, Wolf et Adolphe Lévitan, rue Magenta et boulevard Barbès, mais est mis à la porte parce que ses « horaires personnels s'accordent mal à ceux du magasin ».
Subjugué par le courtier en publicité Bernachon, qui vient de temps en temps récupérer au magasin les annonces que Marcel a rédigées pour son beau-frère, il se lance dans la publicité (on disait à l'époque la « réclame ») pour fonder, avec son frère Georges, Publicis en 1926 dans un petit appartement situé 17, Faubourg-Montmartre, au-dessus d'une boucherie. Il compose le nom de son agence à partir du mot « publicité » et du dernier chiffre de 1926 et 1906, date de sa naissance.
Il va à l'encontre de la volonté de son père, qui ne croit pas à la réclame et qui l'apostrophe : « Tu vas vendre des courants d'air ». Il démarche ses proches : le fourreur Jacques Brunswick pour qui il crée son premier slogan « Brunswick, le fourreur qui fait fureur », ses beaux-frères Lévitan avec les ritournelles radiophoniques « Bien l'bonjour, m'sieur Lévitan, vous avez des meubles, vous avez des meubles ». Talentueux, il imagine ou patronne de nombreux slogans dont certains sont encore connus aujourd'hui, tels « André : un chausseur sachant chausser » (1931), « C'est Shell que j'aime » (1955) ou encore « Du pain, du vin, du Boursin » (1973).

### Pionnier de la radio
En 1935, Marcel Bleustein achète la station de radio privée Radio LL, qu'il rebaptise Radio Cité. Il affirme - faussement - avoir introduit en France le premier journal parlé et permet à Édith Piaf, amenée par Jacques Canetti, alors directeur artistique de la station, de chanter à la radio pour la première fois de sa carrière. C'est aussi l'homme qui invente les « slogans chantés » pour la radio. 
La station confère à Marcel Bleustein une stature nouvelle et lui permet d'accéder aux plus hautes personnalités de l'État. Lors de l'annexion de l'Autriche par Hitler, en 1938, le président du Conseil Léon Blum, réveillé en pleine nuit, se rend à Radio Cité pour y effectuer le premier commentaire d'actualité à chaud et en direct de l'histoire de la radio française.

### Pendant la guerre
En 1939, quand la guerre est déclarée, Marcel Bleustein est mobilisé comme pilote d'avion. À l'arrivée des Allemands à Paris en juin 1940, il est exproprié au nom de l'« aryanisation » des biens et perd Publicis ainsi que Radio Cité. Il s'enfuit à Londres, tandis que sa tête est mise à prix. 

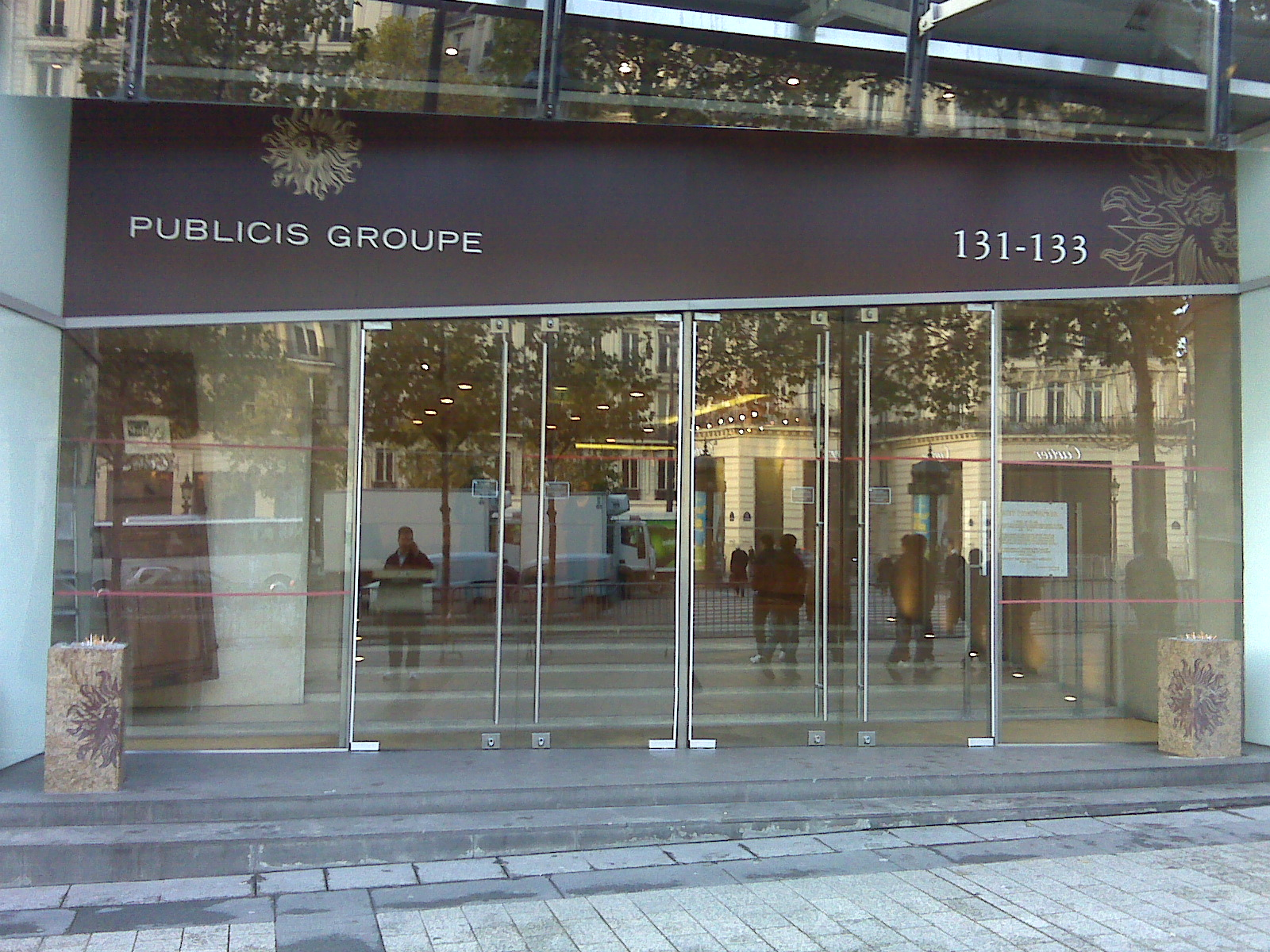
Entrée actuelle du groupe Publicis avenue des Champs-Élysées à Paris.

Son engagement dans la Résistance intérieure puis dans les FFL, sous le nom d'emprunt de « Blanchet », lui valent la Croix de guerre 1939-1945 et le grade de chevalier de la Légion d'honneur. Il est ultérieurement élevé au grade de commandeur par le général Corniglion-Molinier puis à celui de Grand officier de la Légion d'honneur par François Mitterrand.

### Après la guerre
La guerre terminée, Marcel Bleustein-Blanchet, qui est autorisé par décret à ajouter son pseudonyme de résistant, retrouve Publicis et prend lui-même le téléphone pour appeler ses anciens clients et en prospecter de nouveaux. Tous l'assurent de leur soutien et promettent de revenir « dès qu'ils auront quelque chose à vendre ». Marcel les convainc de communiquer aussitôt pour ne pas courir le risque de voir leurs concurrents prendre leur place auprès des consommateurs. Le groupe se développe rapidement et devient bientôt le numéro un français, puis européen.

### Réputation internationale

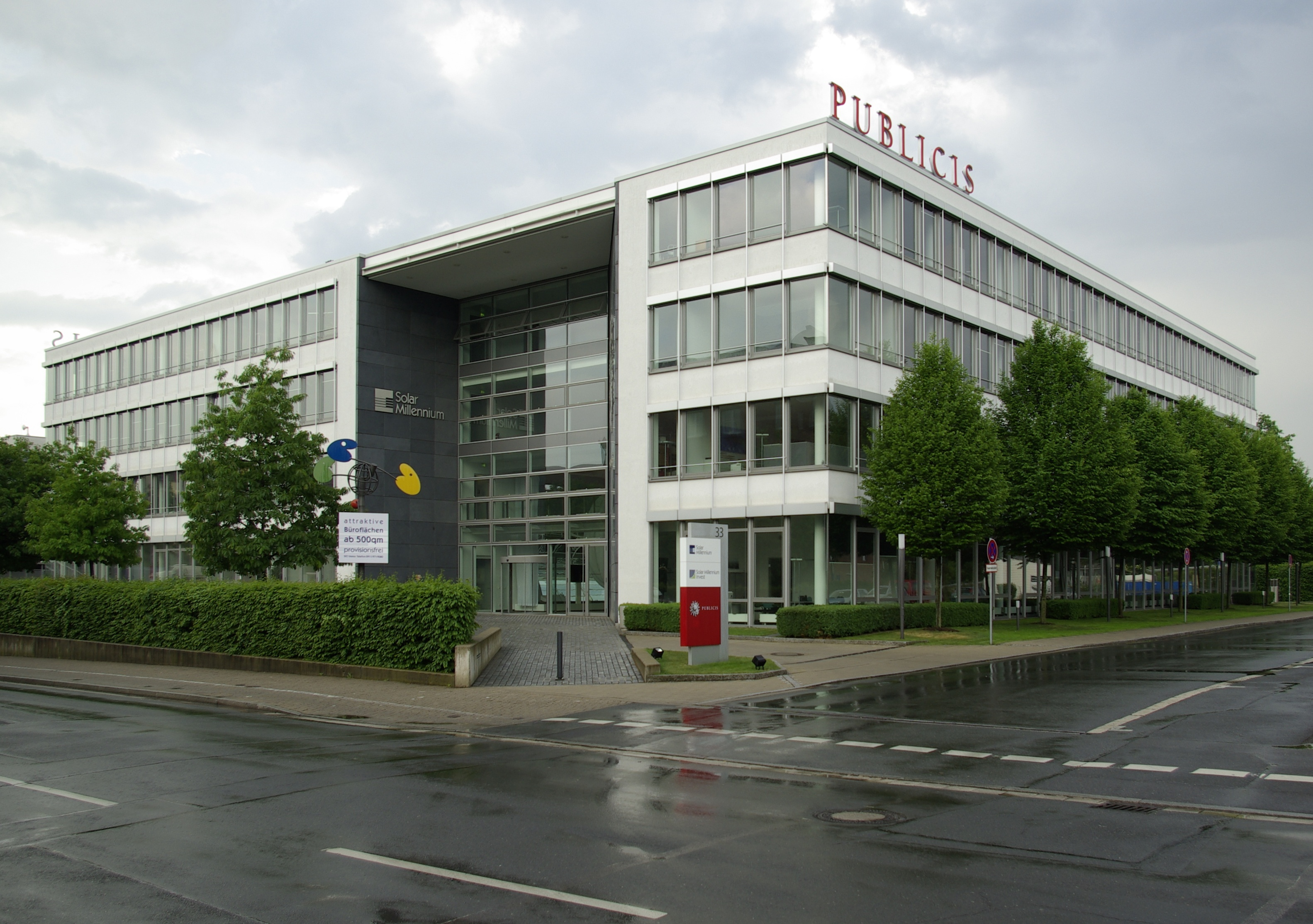
Succursale allemande du groupe Publicis à Erlangen.

En 1956, le New York Times lui consacre un grand article à l'occasion de la première implantation de Publicis aux États-Unis. Après sa rencontre avec George Gallup, inventeur des sondages, qu'il a connu avant la guerre à New York, il introduit les enquêtes d'opinion en France et crée à Publicis un service de recherche fondé sur les méthodes américaines. Il contribue ainsi à faire de la publicité une profession sérieuse et respectée.  
Il est aussi le premier à lancer en France le concept des drugstores à l'américaine en 1957, dont subsiste le drugstore Publicis sur les Champs-Élysées à Paris. 
À partir des années 1970, Publicis devient international puis mondial pour devenir, sous l'impulsion de Maurice Lévy, successeur de Marcel Bleustein-Blanchet à partir de 1987, le troisième groupe mondial de communication.
En 1975, Marcel Bleustein-Blanchet co-fonde l'Académie nationale des arts de la rue (ANAR) avec Maurice Cazeneuve, Jacques Dauphin, Christian Chavanon, Paul Delouvrier, Georges Elgozy, Roger Excoffon, Abraham Moles, et André Parinaud.
Comme le rappelle Philippe Bouvard, une association avait précédemment été constituée, sous forme de boutade : épaulé par Jean Gabin et Pierre Lazareff, le publiciste l'avait nommée « association des anciens d'HEC », honorant ainsi les cancres, sans diplômes, tout juste issus des « Hautes Études Communales ».
Son esprit se perpétue également par la Fondation de la vocation, créée en 1960, qui décerne chaque année des bourses à des jeunes gens. La présidence de la fondation est assurée par Élisabeth Badinter.
À sa mort, en 1996, un documentaire tourné en 1988, La traversée du siècle, est diffusé sur la chaîne TF1. Il est constitué de reportages sur le publicitaire et d'entretiens menés par le journaliste Daniel Schneidermann. 
Auteur de plusieurs livres, dont Sur mon antenne, La Rage de convaincre, Mémoires d'un lion et La Nostalgie du futur, Marcel Bleustein-Blanchet a été l'invité de nombreuses autres émissions, tant à la radio qu'à la télévision, notamment dans Bouillon de culture de Bernard Pivot et Le Grand Échiquier de Jacques Chancel.
Sa mort entraîne un conflit de succession entre ses héritiers, réglé par un accord deux ans plus tard.
Le 10 janvier 2008, douze ans après sa disparition, l'American Advertising Federation (AAF (en)) annonce l'entrée de Marcel Bleustein-Blanchet à l'American Advertising Federation Hall of Fame. Bleustein-Blanchet est le premier publicitaire non américain à y être admis aux côtés de légendes de la publicité telles que Leo Burnett, Raymond Rubicam, William Bernbach et George Gallup.

### Vie privée

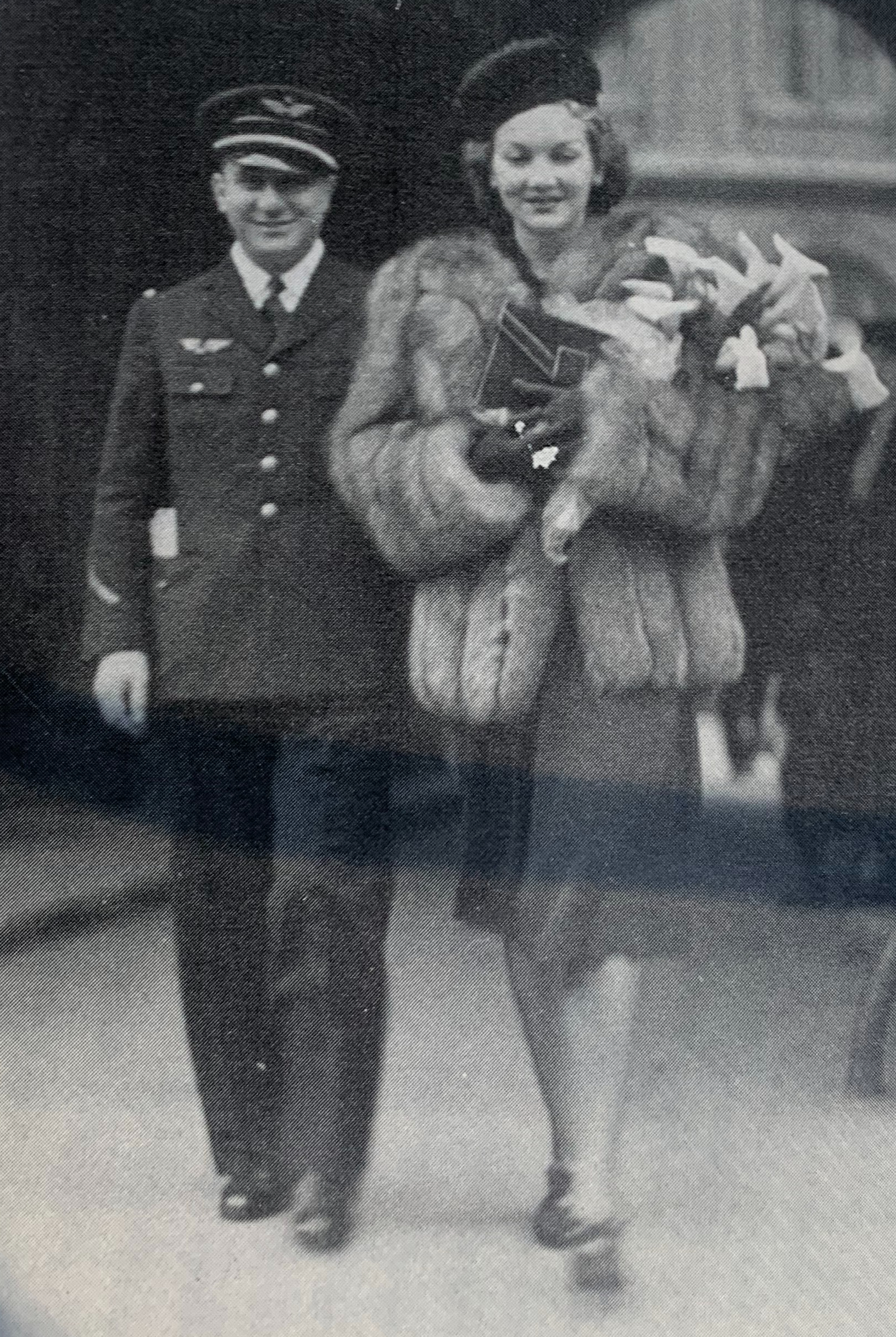
Marcel et Sophie Bleustein-Blanchet (années 1940-1950).

Marcel Bleustein épouse Sophie Vaillant (1916-1999), petite-fille d'Édouard Vaillant, successivement professeur d'anglais à Milan, salariée chez Elle, et animatrice sur Radio Luxembourg. Le couple a trois filles : 
- Marie-Françoise, née en 1940 et morte dans un accident de voiture en 1968, épouse du poète Michel Rachline, mère de Sophie Dulac et de Nicolas Rachline[19]
- Élisabeth, née le 5 mars 1944, philosophe, écrivain et épouse de Robert Badinter[20]
- Michèle, né le 21 mars 1946 et morte le 1er avril 2013[21].

La famille se rendait souvent en villégiature à Sainte-Maxime (Var) dans la villa familiale de Guerrevieille. 
Marcel et Sophie Bleustein-Blanchet reposent au cimetière parisien de Bagneux.

## Décorations
- Grand officier de la Légion d'honneur
- Croix de guerre 1939-1945
- Médaille de la Résistance française (15 octobre 1945)[23]
- Officier de l'ordre de la Santé publique (1956)[24]

## Hommage

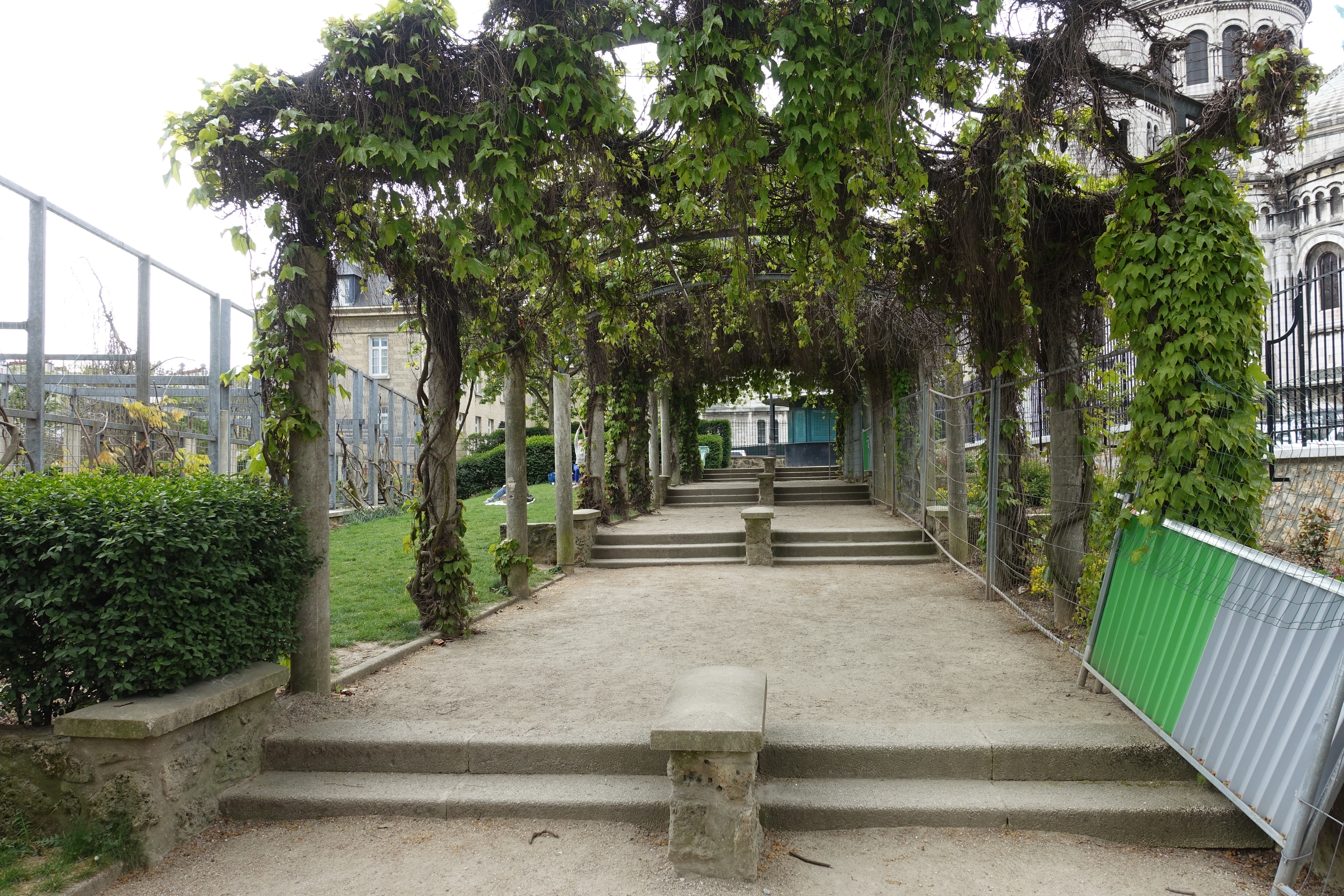
Parc Marcel-Bleustein-Blanchet sis à Montmartre, rue du Chevalier-de-La-Barre (Paris).

- Parc Marcel-Bleustein-Blanchet à Paris.

## Filmographie
- Monsieur Pub, par Mille Olivier, TV5, 2009[25]